# Jorge Aguirre Restrepo
Jorge Andrés Aguirre Restrepo (Medellín, Antioquia, 18 de junio de 1987) es un exfutbolista colombiano. Jugaba de delantero y su último equipo fue Envigado F. C. de Colombia.

## Trayectoria

### Envigado F. C.
Hizo todo el proceso de divisiones menores con el Envigado F.C. donde hizo algunos goles que ayudaron al ascenso a primera división en 2007 al club naranja del valle del Aburrá, teniendo allí a compañeros como James Rodríguez, Dorlan Pabón, Giovanni Moreno, entre otros.

### Itagüí Leones
Tuvo un breve paso por el Itagüí Leones allí anotó 3 goles en el torneo apertura 2008 de la primera B. En 2009 regresa al Envigado donde sólo logra jugar un partido de liga en Copa Colombia si juega la mayoría y convierte 2 goles.

### Águilas Doradas
Para el Finalización 2009 llega al Águilas Doradas donde es el segundo goleador histórico del club anotando en todas las competiciones del onceno dorado (Primera B, Copa Colombia, Liga y Copa Sudamericana) con 53 goles por detrás de Luis Páez.

### Junior
Llega en el año 2014 al equipo barranquillero donde permanece hasta el año 2017, siendo figura

## Clubes
| Club                 | País     | Año         | Partidos | Goles |
| -------------------- | -------- | ----------- | -------- | ----- |
| Envigado F. C.       | Colombia | 2004 - 2007 | 20       | 0     |
| Itagüí Leones        | Colombia | 2008        | 30       | 4     |
| Envigado F. C.       | Colombia | 2009        | 10       | 2     |
| Águilas Doradas      | Colombia | 2009 - 2014 | 170      | 53    |
| Junior               | Colombia | 2014 - 2018 | 121      | 25    |
| Santa Fe             | Colombia | 2018        | 11       | 0     |
| Atlético Huila       | Colombia | 2019        | 13       | 0     |
| Atlético Bucaramanga | Colombia | 2019        | 7        | 0     |
| Envigado F. C.       | Colombia | 2020        | 20       | 0     |

## Palmarés

### Campeonatos nacionales
| Título              | Club            | País     | Año  |
| ------------------- | --------------- | -------- | ---- |
| Categoría Primera B | Envigado F. C.  | Colombia | 2007 |
| Categoría Primera B | Itagüí Leones   | Colombia | 2008 |
| Categoría Primera B | Águilas Doradas | Colombia | 2010 |
| Copa Colombia       | Junior          | Colombia | 2015 |
| Copa Colombia       | Junior          | Colombia | 2017 |